# Лайхінген
Лайхінген (нім. Laichingen) — місто в Німеччині, знаходиться в землі Баден-Вюртемберг. Підпорядковується адміністративному округу Тюбінген. Входить до складу району Альб-Дунай.
Площа — 69,84 км2. Населення становить 11 951 ос. (станом на 31 грудня 2020).